# Liste des navires de l'United States Navy : P
Cet article contient la liste de tous les bateaux de la Marine des États-Unis dont le nom commence par la lettre P.

## P
- USS P. H. Burnett (IX-104)
- USS P. K. Bauman (SP-377)

## Pac–Par
- RV Pacific Escort (Pacific Escort I)
- USS Paddle (SS-263)
- USS Paducah (AG-7/IX-23/PG-18, YTB-758)
- USS Page County (LST-1076)
- USS Paiute (AT-159/ATF-159)
- USS Pakana (AT-108/ATF-108)
- USS Palace (PYc-33/YAG-13)
- USS Palatka (YTB-801)
- USS Palau (CVE-122/AKV-22)
- USS Palawan (ARG-10)
- USS Palisade (AM-270)
- USS Palisana (AF-39)
- USS Pallas (1778)
- USS Palm (YN-23/AN-28)
- USS Palm Beach (AKL-45/AGER-3)
- USS Palmer (DD-161/DMS-5)
- USCGC Palmetto (WAGL-265)
- USS Palmyra (ARST-3)
- USS Palo Blanco (YN-85/AN-64)
- USS Palo Verde (YN-86/AN-65)
- USS Paloma (SP-533)
- USS Palomas (IX-91)
- USS Palos (1865, PG-16/PR-1)
- USS Paloverde (ATA-215)
- USS Pamanset (AO-85/T-AO-85)
- USS Pamina (AKA-34, AKL-41)
- USS Pampanga (PG-39)
- USS Pampanito (SS-383/AGSS-383)
- USS Pampero (1853)
- USS Panama (SP-101)
- USS Panaman (ID-3299)
- USS Panameta (YT-402/YTB-402/YTM-402)
- USS Panamint (AGC-13)
- USS Panay (1899, PG-45/PR-5, AG-41)
- USS Panda (IX-125)
- USS Pandemus (ARL-18)
- USCGC Pandora (WPC-113)
- USS Pansy (1861, 1878)
- USS Panther (AD-6, IX-105, ex USS SC-1470)
- USS Panuco (ID-1533)
- USNS Paoli (T-AO-157)
- USS Papago (AT-160/ATF-160)
- USS Papaya (YN-68/AN-49)
- USS Para (1861)
- USS Paragon (PYc-36)
- USS Paragould (PC-465)
- USS Paragua (1888)
- USS Paramount (AMc-92)
- USS Parche (SS-384/AGSS-384, SSN-683)
- USS Pargo (SS-264, SSN-650)
- USS Paricutin (AE-18)
- USS Park County (LST-1077)
- USS Parker (DD-48, DD-604)
- USNS Parkersburg (T-AO-163)
- USS Parks (DE-165)
- USS Parle (DE-708)
- USS Parrakeet (AMc-34, AMS-30, AM-419)
- USS Parret (PG-109)
- USS Parris Island (AG-72)
- USS Parrot (AMS-197/MSC-197)
- USS Parrott (DD-218)
- USS Parsons (DD-949/DDG-33)
- USS Parthenia (SP-671)
- USS Partridge (AM-16/AT-138/ATO-138, AM-407, AMS-31, AMCU-36)

## Pas–Pay
- USS Pasadena (CL-65, SSN-752)
- USS Pascagoula (1918, PCE-874)
- USS Pasco (PG-114/PF-6)
- USS Pasig (AO-89, AO-91/AW-3)
- USS Pasley (PG-194/PF-86, DE-519)
- USS Pasquotank (YOG-48/AOG-18)
- USS Passaconaway (1863, YN-111/AN-86)
- USS Passaic (1862, YN-113/AN-87, YT-20)
- USS Passumpsic (AO-107/T-AO-107)
- USS Pastores (ID-4540/AF-16)
- USS Pat Caharty (1919)
- USS Patapsco (1799, 1806, 1812, 1862, AT-10, AOG-1)
- USS Patchogue (ID-1227/YFB-1227, PC-586)
- USS Pathfinder (AGS-1/OSS-30, T-AGS-60)
- USS Patoka (AO-9/AV-6/AG-125)
- USS Patricia (1899)
- USS Patrick Henry (SSBN-599/SSN-599)
- USS Patriot (1861, 1926/YT-127, PYc-47, MCM-7)
- USS Patroclus (ARL-19)
- USS Patrol (1917)
- USS Patrol #1 (SP-45)
- USS Patrol #2 (SP-409)
- USS Patrol #4 (SP-8)
- USS Patrol #5 (SP-29)
- USS Patrol #6 (SP-54)
- USS Patrol #7 (SP-31)
- USS Patrol #8 (SP-56)
- USS Patrol #10 (SP-85)
- USS Patrol #11 (SP-1106)
- USS Patroon (1859)
- USS Patterson (DD-36, DD-392, DE-1061/FF-1061)
- USS Pattina (SP-675)
- USS Patton (PG-195/PF-87)
- USS Patuxent (AT-11, AO-44, T-AO-201)
- USS Paul (DE-1080/FF-1080)
- USNS Paul Buck (T-AOT-1122)
- USS Paul F. Foster (DD-964)
- USS Paul G. Baker (DE-642, DE-755)
- USS Paul Hamilton (DD-307, DD-590, DDG-60)
- USS Paul Ignatius (DDG-117)
- USS Paul Jones (1862, DD-10, DD-230/AG-120)
- USS Paul Jones, Jr. (1863)
- USS Paul Revere (APA-248/LPA-248)
- USS Paulding (DD-22)
- USS Pauline (SP-658)
- USS Pavlic (DE-669/APD-70)
- USS Pavo (AK-139)
- USS Paw Paw (1863)
- USS Pawcatuck (AO-108/T-AO-108)
- USS Pawnee (1859, YT-21, SP-699, AT-74/ATF-74)
- USS Pawtucket (YT-7/YTM-7, YT-359/YTB-359/YTM-359)
- USS Pawtuxet (1864)
- USS Payette County (LST-1079)
- USS Paysandu (1898)

## Pc–Pe
- USS PC-815 (PC-815)
- USS PC-1217 (PC-1217)
- USS PC-1264 (PC-1264)
- USS Peacock (1813, AM-46, AMS-198/MSC-198)
- USS Pearl (SP-1219, PG-196/PF-88)
- USS Pearl Harbor (LSD-52)
- USS Pearl River (LSM(R)-516)
- USS Peary (DD-226)
- USS Pecatonica (AOG-57)
- USS Peconic (AOG-68/T-AOG-68)
- USS Pecos (AO-6, AO-65/T-AO-65, T-AO-197)
- USS Pee Dee River (LSM(R)-517)
- USS Peerless (SP-1639, AMc-93)
- USS Pegasus (AK-48/IX-222, PHM-1)
- USS Peggy (SP-1072)
- USS Peiffer (DE-588)
- USS Peleliu (LHA-5)
- USS Pelias (AS-14)
- USS Pelican (AM-27/AVP-6, AMS-32/MSC(O)-32, MHC-53)
- USS Pembina (1861, AK-200/T-AK-200)
- USS Pemiscot (AK-201)
- USS Penacook (1898, YT-6/YTM-6, YT–279/YTB-279)
- USS Pender County (LST-1080)
- USS Penetrate (AM-271/MSF-271)
- USS Penguin (1861, AM–33, ASR-12)
- USS Pennewill (DE-175)
- USS Pennsylvania (1837, ACR-4, BB-38, SSBN-735)
- USS Pennsylvania R. R. No. 9 (SP-679)
- USS Pennsylvanian (ID-3511)
- USS Penobscot (1861, SP-982/YT-42/YTB-42, ATA-188)
- USS Pensacola (1859, ID-2078/AK-7/AG-13, CL-24/CA-24, LSD-38)
- USS Pentheus (ARL-20)
- USS Pentucket (YT-8)
- USS Peony (1864)
- USS Peoria (1863, AT-48/YT-109, PG-175/PF-67, LST-1183)
- USS Peosta (1857)
- USS Pepperwood (YN-31/AN-36)
- USS Pequawket (YTB-705)
- USS Pequeni (1917)
- USS Pequot (1863, 1910, WARC-58)
- USS Perch (SS-176, SS-313/SSP-313/ASSP-313/APSS-313/LPSS-313/IXSS-313)
- USS Percival (DD-298, DD-452)
- USS Percy Drayton (1863)
- USS Perdido (ACV-47/CVE-47)
- USS Peregrine (AM-373/MSF-373/EMSF-373/AG-176)
- USS Perfecto (SP-86)
- USS Peri (1861)
- USS Peridot (PYc-18)
- USS Peril (AM-272/MSF-272)
- USS Periwinkle (1864)
- USS Perkins (DD-26, DD-377, DD-877/DDR-877)
- USS Permit (SS-178, SSN-594)
- USS Perry  (1843, DD-11, DD-340/DMS-17, DD-844)
- USS Perseus (WPC-114, AF-64/T-AF-64)
- USS Perseverance (PYc-44)
- USS Persistent (PYc-48, AM-491/MSO-491, T-AGOS-6)
- USS Pert (1812, PG-95)
- USS Peshewah (YT-281/YTB-281)
- USS Pessacus (YT-192/YTB-192)
- USS Petalesharo (YTB-832)
- USS Petaluma (AOG-69, T-AOG-79)
- USS Pete (SP-596)
- USS Peter C. Struven (SP-332)
- USS Peter Demill (1861)
- USS Peter H. Crowell (ID-2987)
- USS Peterhoff (1863)
- SS Petersburg (T-AOT-9101)
- USS Peterson (DE-152, DD-969)
- USS Peto (SS-265)
- USS Petoskey (PC-569)
- USS Petrel (1846, 1862, PG-2, ASR-14)
- USS Petrelita (1899)
- USS Petrita (1846)
- USS Petrof Bay (CVE-80/CVU-80)
- USNS Petrolite (T-AO-164)
- USS Pettit (DE-253)
- USS Peyton (PG-199/PF-91)

## Pf–Pi
- USNS PFC Dewayne T. Williams (AK-3009/T-AK-3009)
- USS PFC Eugene A. Obregon (AK-3006)
- MV PFC James Anderson, Jr. (AK-3002)
- MV PFC William B. Baugh (AK-3001)
- USS Phalarope (1881)
- USS Phantom (AM-273)
- USS Phaon (ARB-3)
- USS Pharris (DE-1094/FF-1094)
- USS Pheasant (AM-61/MSF-61)
- USS Phelps (DD-360)
- USS Phenakite (PYc-25)
- USS Philadelphia (1776, 1799, 1861, C-4/IX-24, CL-41, SSN-690)
- USS Philip (DD-76, DD-498/DDE-498)
- USS Philippi (1863)
- USS Philippine Sea (CV-47/CVA-47/CVS-47/AVT-11, CG-58)
- USS Philippines (SP-1677, CB-4)
- USS Phillimore (PG-197/PF-89)
- USS Phillips (SP-1389)
- USS Phineas Sprague (1861)
- USS Phlox (1864)
- USS Phobos (AK-129)
- USS Phoebe (AMc-57, AMS-199/MSC-199)
- USS Phoebus (YF-294/YDT-14)
- USS Phoenix (1778, 1841, 1861, CL-46, AG-172/T-AG-172, SSN-702)
- USS Piave (ID-3799)
- USS Pickaway (APA-222/LPA-222)
- USS Pickens (APA-190)
- USS Pickerel (SS-22, SS-177, SS-524)
- USS Pickering (1798)
- USS Picket (ACM-8, YAGR-7/AGR-7)
- USS Picking (DD-685)
- USS Pictor (AF-27/AF-54)
- USS Picuda (SS-382)
- USS Piedmont (AD-17)
- USS Pierce (AP-95/APA-50)
- USS Pierre (PC-1141)
- USS Pigeon (AM-47/ASR-6, AM-374/MSF-374, ASR-21)
- USS Pigot (1778)
- USS Pike (SS-6, SS-173)
- USS Pikeville (PC-776)
- USS Pilford (PG-193/PF-85)
- USS Pilgrim (1864, 1864a, SP-1204)
- USS Pilgrim II (YFB-30)
- USNS Pililaau (T-AKR-304)
- USS Pillsbury (DD-227, DE-133/DER-133)
- USS Pilot (1836, AM-104/MSF-104)
- USS Pilotfish (SS-386)
- USS Pima County (LST-1081)
- USS Pinafore (SP-450)
- USS Pinckney (DDG-91)
- USS Pinellas (AK-202)
- USCGC Pine (WAGL-162)
- USS Pine Island (AV-12)
- USS Pink (1863)
- USS Pinkney (APH-2)
- USS Pinna (SS-178)
- USS Pinnacle (AM-274, AM-462/MSO-462)
- USS Pinnebog (AOG-58/T-AOG-58)
- USS Pinola (1861, AT-33/ATO-33, ATA-206)
- USS Pinon (YN-87/AN-66)
- USS Pinta (1864)
- USS Pintado (SS-387/AGSS-387, SSN-672)
- USS Pintail (AMc-17)
- USS Pinto (AT-90/ATF-90)
- USS Piomingo (YT-282/YTB-282)
- USS Pioneer (1836, 1918, 1929, AM-105/MSF-105, OSS-31, MCM-9)
- SS Pioneer Commander (AK-2016)
- SS Pioneer Contractor (AK-2018)
- SS Pioneer Crusader (AK-2019)
- USS Pioneer Valley (AO-140/T-AO-140)
- USS Pipefish (SS-388/AGSS-388)
- USS Pipestone (AK-203)
- USS Piper (SS-409/AGSS-409)
- USS Pipit (AMc-1, AM-420)
- USS Piqua (SP-130, YTB-793)
- USS Piranha (SS-389/AGSS-389)
- USS Pirate (SP-229, AM-275)
- USS Piscataqua (1866, 1869, AT-49, AOG-70, T-AOG-80)
- USS Pit River (LSM(R)-518)
- USS Pitamakan (YT-403/YTB-403/YTM-403)
- USS Pitchlynn (YT-283/YTB-283)
- USS Pitkin (AK-204)
- USS Pitkin County (LST-1082)
- USS Pitt (APA-223/APA-223)
- USS Pittsburgh (ACR-4/CA-4, CA-70, CA-72, SSN-720)
- USS Pivot (AM-276, AM-463/MSO-463)

## Pl–Pol
- USS Placerville (PC-1087)
- USS Plaice (SS-390)
- USS Plainview (AGEH-1)
- USS Planter (1862, ACM-2)
- USS Platono (AF-27)
- USS Platte (AO-24, AO-186)
- USS Plattsburg (ID-1645)
- USS Pledge (AM-277, AM-492/MSO-492)
- USS Pleiades (SP-1616, AK-46)
- USS Plover (AM-12, AM-408, AMc-3, AMS-33/MSC(O)-33)
- USS Pluck (AMc-94, AM-464/MSO-464)
- USS Plumas County (LST-1083)
- USS Plunger (SS-2, SS-179, SSN-595)
- USS Plunkett (DD-431)
- USS Plymouth (1844, 1867, SP-3308, PG-57)
- USS Plymouth Rock (LSD-29)
- USS Pocahontas (1852, AT-18, ID-3044, YT-266/YTB-266/YTM-266)
- USS Pocasset (YTB-516/YTM-779)
- USS Pocatello (PG-117/PF-9)
- USS Pochard (AM-375/MSF-375)
- USS Pocomoke (SP-571, SP-265/YT-43, AV-9)
- USS Pocono (AGC-16/LCC-16)
- USS Pocotagligo (IX-86)
- USS Pogatacut (YTB-267)
- USS Pogy (SS-266, SSN-647)
- USS Poinsett (1840, AK-205)
- USNS Point Barrow (T-AKD-1)
- USS Point Bonita (ID-3496)
- USS Point Cruz (CVE-119/AKV-19/T-AKV-19)
- USS Point Defiance (LSD-24, LSD-31)
- USS Point Lobos (ID-3404)
- USNS Point Loma (T-AGDS-2)
- USS Pokagon (YTB-274, YTB-746/YTM-746, YTB-836)
- USS Pokanoket (YTB-517/YTM-762)
- USS Polana (AKA-35)
- USS Polar Bear (ID-3666)
- USS Polar Land (SP-3651)
- USS Polar Sea (SP-3301)
- USS Polar Star (SP-3787)
- USS Polaris (1871, AF-11)
- USS Politesse (SP-662)
- USRC Polk (1845)
- USS Polk County (LST-1084)
- USS Pollack (SS-180, SSN-603)
- USS Pollux (SP-2573, AKS-2, AKS-4, T-AK-290/T-AKR-290)
- USS Polly (SP-690)
- USS Pollyanna (SP-1048)

## Pom–Pow
- USS Pomander (SP-702)
- USNS Pomeroy (T-AKR-316)
- USS Pomfret (SS-391)
- USS Pomodon (SS-486)
- USS Pompano (1906, SS-181, SS-491)
- USS Pompanoosuc (1863)
- USS Pompey (AF-5)
- USS Pompon (SS-267/SSR-267)
- USS Ponaganset (AO-86)
- USS Ponce (SP-364, LPD-15/AFSB-15)
- USS Ponchatoula (AOG-38, AO-148/T-AO-148)
- USS Pondera (APA-191)
- USS Ponkabia (YTB-411)
- USS Pontiac (1864, YT-20, SP-2343, AF-20, YTB-756)
- USS Pontoosuc (1864)
- USS Pontotoc (AK-206/AG-94/AVS-7)
- USS Pontus (AGP-20)
- USS Poole (DE-151)
- USS Pope (DD-225, DE-134)
- USS Popham (PG-198/PF-90)
- USS Poplar (YN-24, WAGL-241)
- USS Poppy (1863)
- USS Poquim (YTB-285)
- USS Porcupine (1813, IX-126)
- USS Porpoise (1820, 1836, SS-7, YFB-2047, SS-172)
- USS Port Blakeley (YT-266)
- USS Port Clinton (PC-1242)
- USS Port Discovery (YTB-267)
- USS Port Fire (1864)
- USS Port Royal (1862, CG-69, CG-73)
- USS Port Whangarei (YAG-25)
- USS Portage (PCE-902)
- USS Portage Bay (CVE-115)
- USS Portent (AM-106)
- USS Porter (TB-6, DD-59, DD-356, DD-800, DDG-78)
- USS Porterfield (DD-682)
- USS Portland (CA-33, LSD-37, LPD-27)
- USS Portobago (YTB-413)
- USS Portsmouth (1798, 1843, CL-102, SSN-707)
- USS Portunus (AGP-4, ARC-1)
- USS Poseidon (ARL-12)
- USS Positive (AMc-95)
- USS Postmaster General (SP-2364)
- USS Potawatomi (AT-109/ATF-109)
- USS Potomac (1822, 1861, AT-50, AG-25, T-AO-150, T-AO-181/T-AOT-181)
- USS Potomska (1861)
- USS Potter County (LST-1086)
- USS Poughkeepsie (PG-134/PF-26, YTB-813)
- USS Powder River (LSM(R)-519)
- USS Power (AMc-96, DD-839)
- USS Powhatan (1850, 1861, 1898, ID-3013, YT-128/YTM-128, T-ATF-166)

## Pra–Pri
- USS Prairie (AD-5, AD-15)
- USS Prairie Bird (1862)
- USS Prairie State (IX-15)
- USS Pratt (DE-363)
- USS Preble (1813, 1839, DD-12, DD-345/DM-20/AG-99, DLG-15/DDG-46, DDG-88)
- USS Precept (YN-79/AN-73)
- USS Precise (AN-74)
- USS Prefect (YN-88/AN-75)
- USS Prentiss (AKA-102)
- USS Prescott (PCS-1423)
- USS Preserver (ARS-8)
- USS President (1800, 1812)
- USS President Adams (AP-38/APA-19)
- USS President Grant (ID-3014)
- USS President Hayes (AP-39/APA-20)
- USS President Jackson (AP-37/APA-18/T-APA-18)
- USS President Lincoln (1907)
- USS President Monroe (AP-104)
- USS President Polk (AP-103)
- USS President Warfield (IX-169)
- USS Presidio (APA-88)
- USS Presley (DE-371)
- USS Presque Isle (APB-44, AKS-19)
- USS Prestige (AMc-97, AM-465/MSO-465)
- USS Preston (1864, 1865, DD-19, DD-327, DD-379, DD-795)
- USS Pretext (AN-76)
- USS Pretoria (1897)
- USS Prevail (AM-107/AGS-20, T-AGOS-8/IX-537/TSV-1)
- USS Preventer (AN-77)
- USS Price (DE-332/DER-332)
- USS Prichett (DD-561)
- USS Pride (DE-323, AK-5017)
- USS Prime (AM-279, AM-466/MSO-466)
- USS Primrose (1863)
- USS Prince (ACV-45/CVE-45)
- USS Prince Georges (AP-165/AK-224)
- USS Prince William (AVG-19/ACV-19/CVE-19, AVG-31/ACV-31/CVE-31/CVHE-31)
- USS Princess Matoika (ID-2290)
- USS Princess Royal (1863)
- USS Princeton (1843, 1851, 1897, PG-13, CV-23/CVL-23, CV-37/CVA-37/CVS-37/LPH-5, CG-59)
- USS Principle (AMc-97)
- USS Pringle (DD-477)
- USS Prinz Eitel Friedrich (ID-1628)
- USS Prinz Eugen (IX-300)
- USS Prinz Friedrich Wilhelm (ID-4063)
- USS Prinzess Irene (ID-3044)
- USS Priscilla (SP-44)
- USNS Private Elden H. Johnson (T-AP-184)
- USNS Private Francis X. McGraw (T-AK-241)
- USNS Private Frank J. Petrarca (T-AK-250)
- MV Private Franklin J. Phillips (AK-3004)
- USNS Private Joe E. Mann (T-AK-253)
- USNS Private Joe P. Martinez (T-AP-187)
- USNS Private John F. Thorson (T-AK-247)
- USNS Private John R. Towle (T-AK-240)
- USNS Private Jose F. Valdez (T-APC-119/T-AG-169)
- USNS Private Joseph F. Merrell (T-AKV-4/T-AK-275)
- USNS Private Leonard C. Brostrom (T-AK-255)
- USNS Private Sadao S. Munemori (T-AP-190)
- USNS Private William H. Thomas (T-AP-185)
- USS Privateer (SP-179/YP-179)

## Pro–Py
- USS Procyon (AG-11, AK-19/AKA-2, AF-61)
- USS Progress (AMc-98)
- USS Progressive (SP-2003)
- USS Project (AM-278)
- USS Prometheus (1814, AR-3)
- USS Propus (AK-132)
- USS Proserpine (ARL-21)
- USS Protector (1863, ARS-14, YAGR-11/AGR-11)
- USS Proteus (1863, AC-9, AS-19/IX-518)
- USS Proton (AG-147/AKS-28)
- USS Providence (1775, 1776 frigate, 1776 gundalow, CL-82/CLG-6/CG-6, SSN-719)
- USS Provincetown (PCS-1378)
- USS Provo (T-AG-173)
- USS Provo Victory (AK-228)
- USS Prowess (AM-280/MSF-280/IX-305)
- USS Prowse (PG-200/PF-92)
- USS Prudent (PG-96)
- USS Pruitt (DD-347/DM-22/AG-101)
- USS Psyche V (SP-9)
- PT boats
- USS Ptarmigan (AM-376/MSF-376)
- USS Pudiano (SS-392)
- USS Pueblo (ACR-7/CA-7, PG-121/PF-13, AKL-44/AGER-2)
- USS Puerto Rico (CB-5)
- USS Puffer (SS-268, SSN-652)
- USS Puffin (AMc-29)
- USS Puget Sound (AV-13, CVE-113/CVHE-113/AKV-13, AD-38)
- USS Pulaski (1854)
- USS Pulaski County (LST-1088)
- USS Pumper (YO-56)
- USS Purdy (DD-734)
- USS Puritan (1864, BM-1, ID-2222, IX-69, ACM-16/MMA-16)
- USS Pursuit (1861, AM-108/AGS-17)
- USS Purveyor (1859)
- USS Pushmataha (1868, YTB-830)
- USS Putnam (DD-287, DD-757)
- USS Puyallup (YT-806)
- USS Pybus (AVG-34/ACV-34/CVE-34)
- USS Pyro (AE-1, AE-24)
- USS Pyrope (PYc-17)